# Горня Племенщина
46°11′ пн. ш. 15°46′ сх. д. / 46.18° пн. ш. 15.77° сх. д.
Горня Племенщина (хорв. Gornja Plemenšćina) — населений пункт у Хорватії, у Крапинсько-Загорській жупанії у складі міста Преграда.

## Населення
Населення за даними перепису 2011 року становило 273 осіб.
Динаміка чисельності населення поселення:

## Клімат
Середня річна температура становить 9,54 °C, середня максимальна – 23,11 °C, а середня мінімальна – -6,14 °C. Середня річна кількість опадів – 1105 мм.
| Клімат поселення                              | Клімат поселення | Клімат поселення | Клімат поселення | Клімат поселення | Клімат поселення | Клімат поселення | Клімат поселення | Клімат поселення | Клімат поселення | Клімат поселення | Клімат поселення | Клімат поселення | Клімат поселення |
| Показник                                      | Січ.             | Лют.             | Бер.             | Квіт.            | Трав.            | Черв.            | Лип.             | Серп.            | Вер.             | Жовт.            | Лист.            | Груд.            |                  |
| Середній максимум, °C                         | 5,27             | 6,99             | 10,94            | 15,21            | 20,03            | 23,11            | 22,96            | 22,50            | 18,58            | 13,52            | 8,02             | 4,37             |                  |
| Середня температура, °C                       | −0,44            | 1,29             | 5,23             | 9,51             | 14,33            | 17,41            | 19,17            | 18,69            | 14,77            | 9,71             | 4,22             | 0,56             |                  |
| Середній мінімум, °C                          | −6,14            | −4,4             | −0,46            | 3,81             | 8,64             | 11,71            | 15,36            | 14,89            | 10,96            | 5,91             | 0,42             | −3,23            |                  |
| Норма опадів, мм                              | 52               | 57               | 76               | 81               | 96               | 130              | 111              | 108              | 109              | 104              | 102              | 79               |                  |
| Середньомісячна швидкість вітру, м/с          | 1.71             | 1.91             | 2.25             | 2.24             | 2.14             | 1.91             | 1.84             | 1.70             | 1.64             | 1.74             | 1.84             | 1.80             |                  |
| Середньомісячна сонячна радіація, кДж/м²·день | 4102             | 6813             | 10419            | 14751            | 18632            | 20369            | 21191            | 18412            | 13615            | 8569             | 4519             | 3233             |                  |
| --------------------------------------------- | ---------------- | ---------------- | ---------------- | ---------------- | ---------------- | ---------------- | ---------------- | ---------------- | ---------------- | ---------------- | ---------------- | ---------------- | ---------------- |
| Джерело:                                      |                  |                  |                  |                  |                  |                  |                  |                  |                  |                  |                  |                  |                  |